# 前後七子
前後七子出現於明代，由李夢陽、何景明領導的前七子，還有李攀龍、王世貞等領導的後七子。一共十四人，他們標榜「復古」，提出「文必秦漢，詩必盛唐」的口號。
前七子—李夢陽、何景明、徐禎卿、邊貢、王廷相、康海、王九思。
後七子—李攀龍、王世貞、謝榛、宗臣、梁有譽、徐中行、吳國倫

## 簡介
科舉的八股文取士，導致箝制士大夫的思想，迂腐不通，以及高官臺閣體作家的作品，雅正有餘，生氣缺乏。前後七子的復古，實為擬古，憑著少年銳氣，起身反抗八股、臺閣。從他們提倡的口號，可知他們推崇並模擬的對象是秦漢時代的古文與盛唐的詩歌。
然而，前後七子振興散文詩歌的目的並未達成，其原因有二：一是他們以模擬為創作法門，因此作品缺乏獨創的精神與風格；一是前後七子或互相標榜，或互相排擠，把持文壇，目空一切。潔身自好的人士感到厭惡，無不望而卻步。
嘉靖年間，唐宋派歸有光、王慎中、唐順之、茅坤等人提倡效仿唐宋八大家文風，即是對七子的反動。萬曆時，公安派袁宗道、袁宏道、袁中道三兄弟對於前後七子復古所演變成因襲剽竊的流弊，提出反對復古擬古的作風。三袁認為一時代有一時代的文學，有其獨特的價值，所以不應該貴古賤今。此外，三袁主張獨抒性靈，以自我創造為可貴之處。袁宏道更言：大都抒性靈，不拘格套，非從自己胸臆流出，不肯下筆。又言：不效顰於漢魏，不學步於盛唐，任性而發，尚能通於人之喜怒哀樂，嗜好情欲，是可喜也。
所以，前後七子立意雖好，但是方法錯誤，導致模擬前人作品而失去自己的生命力。雖前後七子皆為有才之人，但後學之輩多半才學有限，這股復古風潮逐漸演變成抄襲剽竊時，公安三袁適時提出獨抒性靈的口號，加以駁斥，為文壇注入一股清新的力量。以創新為目標，以抒發自己情志為目的，不拘泥於格律與陳腔俗調，確立公安派的文學地位；更為後來的竟陵派與小品文大師張岱發出先聲。